# اكتشاف وتطوير مثبطات فوسفوديستراز 5
الفوسفوديستراز (بّي دي إي) هي عائلة فائقة من الإنزيمات. تُصنف هذه العائلة الفائقة إلى 11 عائلة، من بّي دي إي 1 حتى بّي دي إي 11، اعتمادًا على الخصائص التنظيمية، وتسلسل الأحماض الأمينية، وخصائص المواد الركيزة، والخصائص الدوائية وتوزيع الأنسجة. تتمثل وظيفتها في تحطيم الرسل الثانوية داخل الخلايا، مثل أدينين أحادي الفوسفات الأدينوسين الحلقي (سي إيه إم بّي) وأحادي الفوسفات غوانوسين الحلقي (سي جي إم بّي)، ما يؤدي إلى العديد من العمليات البيولوجية مثل التأثير على مستوى الكالسيوم داخل الخلايا عن طريق مسار Ca2+.
تظهر الفسفوديستراز 5 (بّي دي إي 5) على نطاق واسع في العديد من الأنسجة في الجسم، على سبيل المثال الدماغ والرئة والكلى والمثانة البولية والعضلات الملساء والصفائح الدموية. يمكن منع التحلل المائي لسي جي إم بّي عن طريق تثبيط بّي دي إي5 وبالتالي علاج الأمراض المرتبطة بمستويات سي جي إم بّي المنخفضة، وبسبب هذا، تُعد بّي دي إي5 هدفًا مثاليًا لتطوير المثبطات. اُثبتت التأثيرات العلاجية لتثبيط بّي دي إي5 في العديد من أمراض جهاز الدوران وأمراض الكلى المزمنة ومرض السكري.
تشمل مثبطات بّي دي إي5 الرئيسية (مجموعة فرعية من مثبطات الفوسفوديستراز) السيلدينافيل والتادالافيل والفاردنافيل والأفانافيل، وعلى الرغم من أن جميعها تشترك في آلية العمل نفسها، يتمتع كل منها بخصائص حركية دوائية وديناميكية دوائية فريدة تجعلها مناسبةً في ظل ظروف مختلفة وفي أعراضها الجانبية.

## نظرة عامة
يحتوي الجينوم البشري على 21 جينًا على الأقل يسهم في تحديد مستويات سي إيه إم بّي وسي جي إم بّي داخل الخلايا من خلال التعبير عن بروتينات الفسفوديستراز أو بّي دي إي. تُصنف بّي دي إي هذه إلى 11 عائلة فرعية وظيفية على الأقل، من بّي دي إي 1 حتى بّي دي إي 11. بّي دي إي هي إنزيمات تقوم بتحفيز تحليل أحادي فوسفات الأدينوسين الحلقي (سي إيه إم بّي)، وأحادي فوسفات الغوانوسين الحلقي (سي جي إم بّي)، وهما عبارة عن رسولان ثانويان داخل الخلايا، لإنتاج إيه إم بّي وجي إم بّي . يتحكم هذان الرسولان الثانويان بالعديد من العمليات الفسيولوجية. يتكون سي إيه إم بّي من إيه تي بّي بواسطة إنزيم محلقة الأدينيلات ويتكون سي جي إم بّي  من جي تي بّي بواسطة إنزيم محلقة الجوانيليت والتي هي إما غشاء مرتبط أو قابل للانحلال في العصارة الخلوية. عندما تكون مُنحلة، فهي تعمل كمستقبل لأكسيد النيتريك (إن أوه). يحفز تشكل سي جي إم بّي عدة تفاعلات في الجسم بما في ذلك التأثير على قنوات سي جي إم بّي الأيونية، وبروتينات ربط سي جي إم بّي، وبروتين كيناز جي (بّي كيه جي). يقلل التأثير على بّي كيه جي من مستويات الكالسيوم ما يؤدي إلى استرخاء العضلات الملساء. إنزيم بّي دي إي5 خاص بسي جي إم بّي، ما يعني أنه يحلل سي جي إم بّي فقط وليس سي إيه إم بّي. تجري عملية الاختيار عبر شبكة معقدة من الروابط الهيدروجينية التي تكون ملائمة لسي جي إم بّي  وغير ملائمة لسي إيه إم بّي  في بّي دي إي5. عن طريق تثبيط إنزيم بّي دي إي5، سيرتفع تركيز سي جي إم بّي وبالتالي سيزداد استرخاء العضلات الملساء. يحتوي بّي دي إي5 على نوع فرعي واحد فقط، بّي دي إي 5 إيه، يوجد منها 4 أشكال متشابهة في البشر تسمى بّي دي إي 5 إيه 1 حتى بّي دي إي 5 إيه 4. يكمن الفرق في أول ثلاث أشكال متشابهة في النهاية ´5 من إم آر إن إيه وطرف إن للبروتين المقابل.